# Hàn Thế Trung
Hàn Thế Trung (tiếng Trung: 韓世忠; bính âm: Hán Shìzhōng, 1089-1151) là tướng nhà Tống trong lịch sử Trung Quốc. Cùng với Nhạc Phi, ông là vị tướng chống Kim nổi tiếng thời Nam Tống, được người đời gọi chung là "Hàn Nhạc".
Cùng với Nhạc Phi, Lý Cương, Triệu Đỉnh, Văn Thiên Tường, ông là 1 trong 5 vị quan trong thời Nam Tống được thờ tại Đế vương miếu (历代帝王庙) được nhà Minh, nhà Thanh xây dựng, trong đó thờ những vị quan văn, võ tướng được đánh giá là tài năng và tận trung nhất qua các triều đại.

## Thời trẻ
Hàn Thế Trung quê ở Diên An. Từ thời niên thiếu, Thế Trung là người dũng mãnh, tính cách ngang tàng thô bạo, giỏi cưỡi ngựa bắn cung. Khi uống rượu say, Hàn Thế Trung thường ăn nói mất chừng mực, nên mọi người gọi ông là Bát Hàn Ngũ (anh Năm Hàn ngổ ngáo).
Và cũng lúc trẻ, Hàn Thế Trung từng lui tới chốn thanh lâu để tiêu sầu và là một khách làng chơi. Tại đây ông đã gặp nữ nhân phong trần Lương Hồng Ngọc, Lương Hồng Ngọc sau đó đồng ý làm vợ của Hàn Thế Trung.
Năm 1106, ông đầu quân vào làm lính địa phương, bắt đầu cuộc đời binh nghiệp.

## Thời Bắc Tống

### Chống Tây Hạ
Diên An quê ông ở gần nước Tây Hạ, vua Tây Hạ thường mang quân đến quấy nhiễu biên giới. Năm 1105 đời Tống Huy Tông, quân Hạ lại vào đánh biên giới Tống. Hàn Thế Trung trong số những người đi chống Hạ.
Khi hành quân đến Ngân châu, ông dũng cảm đi đầu, phá cửa ải giết được tướng bên địch và quăng thủ cấp ra ngoài. Quân Hạ mất tinh thần, bị bại trận. Quân Tống thừa cơ phá thành.
Hạ Sùng Tông điều trọng binh lên cố thủ núi Cao Bình, Hàn Thế Trung dẫn quân lên núi đánh một trận ác liệt, quân Tây Hạ phải rút lui. Ít lâu sau, quân Hạ lại theo đường tắt hiểm trở đánh úp quân Tống, Thế Trung lại dẫn quân cảm tử chống lại, đẩy lui được quân Tây Hạ. Trong số quân Hạ có một viên tướng dũng mãnh xông pha trong trận, Hàn Thế Trung hỏi tù binh Tây Hạ thì được biết đó là phò mã Ngột Di nước Hạ. Ông thúc ngựa lao vào trận chém luôn được Ngột Di, quân Tây Hạ thua tan tác.
Thế Trung lập công lớn trong chiến dịch chống Hạ, được tâu báo về triều đình, nhưng gian thần Đồng Quán quản lý việc biên phòng nghi ngờ ở ngoài biên tâu báo quá lời nên chỉ thăng cho ông một cấp.

### Dẹp nội loạn
Năm 1120 - 1121, ông theo tướng Vương Uyên và Đồng Quán đánh dẹp cuộc khởi nghĩa Phương Lạp ở Giang Nam. Vì có công lao, ông được phong làm Thừa tiết lang.
Năm 1126, tướng Lý Phục nhà Tống dấy binh làm loạn. Hàn Thế Trung theo lệnh Lý Di mang quân truy kích. Đến bờ sông Lâm Tri, ông còn không đầy 1000 người, chia ra 4 đội, bản thân mình chặn đường rút và hạ lệnh quân lính tử chiến, nếu không sẽ cho hậu quân giết hết. Quân lính hăng hái đánh trận giết được Lý Phục, nhưng quân phản vẫn còn hơn 1 vạn người. Hàn Thế Trung dẫn ngàn quân đuổi theo tới Tứ Thiên, một mình một ngựa xông đến dọa rằng:
Đại quân Tống đã đến, các ngươi nên hàng để lập công với triều đình!
Quân phản xin hàng. Tới hôm sau không thấy đại quân Tống, quân phản hối hận nhưng không kịp. Nhờ lập công một mình dụ hàng phản quân, Thế Trung được phong làm Tả Vũ đại phu, Đoàn luyện sứ Quả châu.

### Chống Kim
Phía bắc, nước Kim nổi lên diệt Liêu và thành thế đối đầu với Tống. Năm 1121, Tống Huy Tông dự định đánh Kim để thu phục đất Yên Vân, nhưng bị thất bại trở về. Hàn Thế Trung và Tô Cách chỉ mang theo 50 kị binh, thu gom tàn quân chống lại 2000 quân Kim và đánh lui được địch đuổi theo.
Năm 1126, quân Kim vây hãm Chân Định, Thế Trung theo Vương Uyên ra giữ Triệu Địa. Quân Kim vây đánh rất gắt gao. Quân Tống bị hết lương, nhiều người khuyên ông trốn khỏi vòng vây nhưng ông không nghe theo. Nhân một đêm trời mưa tuyết lớn, ông dẫn 300 quân cảm tử đánh vào doanh trại quân Kim. Quân Kim không phòng bị, bị thua chạy hỗn loạn. Tướng Kim bị giết, quân Kim buộc phải rút lui. Nhờ lập công trong trận này, Hàn Thế Trung được phong làm Gia châu Phòng ngự sứ.

## Thời Nam Tống

### Dẹp loạn Miêu – Lưu
Năm 1127, quân Kim đánh xuống Biện Kinh bắt thái thượng hoàng Huy Tông và vua Khâm Tông. Em Khâm Tông là Triệu Cấu chạy về Giang Nam lập ra nhà Nam Tống, tức là Tống Cao Tông.
Cao Tông sợ quân Kim, không muốn khôi phục trung nguyên, chỉ muốn di đô về Hồ Nam để tránh xa quân địch. Hàn Thế Trung không đồng tình, kiến nghị Cao Tông không thể bỏ Giang-Hoài. Nhưng Cao Tông không nghe theo, vẫn thiên đô về Lâm An thuộc Hàng châu. Điều đó khiến nhiều tướng sĩ bất mãn. Hai đại thần Miêu Phó và Lưu Chính Ngạn bèn làm binh biến, bắt giữ Cao Tông và định buộc nhường ngôi.
Đại thần Trương Tuấn họp các tướng để bàn cách đối phó. Hàn Thế Trung cùng Lưu Quang Thế mang quân về hội và cùng nhau chống Miêu - Phó. Tháng 3 năm 1129, ông mang quân đến Bình Giang, được Trương Tuấn chi viện 2000 quân. Khi đến Tú châu, Thế Trung giả ốm không tiến binh. Miêu Phó sai người ra truyền lệnh cho ông đóng binh ở Giang Âm. Thế Trung giả cách nghe theo, rồi viết thư nói rằng mình có ít quân, xin về Lâm An. Miêu Phó và Lưu Chính Ngạn tin theo, buộc Tống Cao Tông ra chiếu bổ nhiệm ông làm Tiết độ sứ. Đồng thời, Miêu Phó sai vợ ông là Lương thị và con ông là Hàn Lượng đang ở Lâm An đi cùng sứ giả ra Tú châu dụ ông về theo.
Hàn Thế Trung gặp vợ con biết tình hình ở Lâm An, bèn chém chết sứ giả và mang quân tiến đánh. Khi đến Lâm Bình, Miêu Phó sai Miêu Dực và Mã Chu Cát ra chống cự. Hàn Thế Trung được Trương Tuấn và Lưu Quang Thế tiếp ứng, đánh tan quân họ Miêu, tiến thẳng đến Lâm An. Miêu Phó và Lưu Chính Ngạn bỏ thành chạy, để lại vua Cao Tông. Thế Trung mang quân truy kích đến Ngư Lương, quân Miêu-Phó tan vỡ. Ông bắt sống Miêu Dực và Lưu Chính Ngạn, sau đó bắt sống Miêu Phó ở Kiến Dương. Tất cả đều bị giải về Lâm An xử tử.
Tống Cao Tông xét công lao của ông, phong làm Vũ Thắng quân Tiết độ sứ và Chiêu Khánh quân Tiết độ sứ, Ngự doanh tả quân Đô thống chế.

### Chặn đánh Ngột Truật
Tháng 10 năm 1129, hoàng tử nước Kim là Ngột Truật mang đại quân đánh Giang Nam. Tướng Đỗ Sung không có khả năng chống cự khiến các tuyến phòng thủ của Nam Tống lần lượt bị vỡ rồi ra hàng Kim. Ngột Truật mang quân truy sát Tống Cao Tông. Cao Tông sợ hãi bỏ chạy qua nhiều thành rồi cuối cùng giăng buồm trốn ra biển.
Trong khi quân Kim rượt đuổi Cao Tông, Thế Trung đóng quân ở Trấn Giang. Quân Tống nhiều nơi bại trận, ông lui về giữ Giang Âm, chia quân ra phòng bị. Tống Cao Tông trong lúc chạy trốn đã triệu tập Thế Trung về hộ giá cùng chạy về nam nhưng ông tâu rằng quân Kim sẽ không thể ở lâu, ông muốn đóng quân ở sông Trường Giang để chặn đường rút lui của địch. Cao Tông chấp thuận ý kiến của ông.
Vào ngày rằm tháng 1 năm 1130, Thế Trung cố ý giăng đèn kết hoa mở hội ở Tú châu để đánh lạc hướng quân Kim. Một mặt, ông mang quân bí mật phục ở Trấn Giang. Cao Tông chạy ra biển, Ngột Truật đuổi không bắt được đành phải hạ lệnh rút lui vì quân Kim trải dài trên nhiều phòng tuyến và bị dân Tống quấy phá.
Tháng 3 năm 1130, 10 vạn đại quân Ngột Truật rút về tới Trấn Giang, Thế Trung mang 8000 quân ra giữ chùa Tiêu Sơn trước, tung quân chặn đánh. Lương phu nhân vợ ông cũng ra mặt trận. Quân Kim bị chặn đứng đường về, không thể qua sông được. Ngột Truật thương lượng mấy lần, xin trả lại của báu cướp ở Giang Nam và ngựa quý để được mở đường về nước, nhưng ông không chấp nhận.
Quân Kim ở Giang Bắc đến chi viện cho Ngột Truật nhưng bị thủy quân của Thế Trung ngăn trở. Ngột Truật chạy dọc dòng sông tìm đường khác qua sông nhưng Thế Trung nhất định bám riết. Hai bên vừa đi vừa đánh. Ngột Truật định đánh phá vây lên bờ bắc nhưng không nổi, bị Thế Trung dồn vào vũng Hoàng Thiên.
Quân Kim bị vây trong vũng Hoàng Thiên trong 40 ngày. Sau Ngột Truật được một người Mân hiến kế đào kênh thông ra sông Trường Giang để có lối thoát. Hàn Thế Trung phát hiện, mang thủy quân đuổi đánh, nhưng bị quân Kim phản kích, dùng thuyền nhỏ ra áp sát bắn cháy buồm khiến chiến thuyền lớn của ông không di chuyển nhanh được. Quân Kim được tiếp viện cùng dồn lại đánh bại quân Tống. Hai bộ tướng của ông là Tôn Thế Thuần và Nghiêm Doãn tử trận. Thế Trung buộc phải lui quân, Ngột Truật thoát về Giang Bắc.

### Chống liên quân Kim - Tề
Năm 1133, Tống Cao Tông phong Hàn Thế Trung làm Khai phủ nghi đồng Tam ty, Tuyên phủ sứ hai lộ đông và tây Hoài Nam.
Nước Kim đánh chiếm trung nguyên, dựng chính quyền thân Kim là Tề vương Lưu Dự. Năm 1134, một tướng Tống khác là Nhạc Phi đánh thắng quân Kim, thu phục 6 quận Tương Dương. Quân Kim bèn tập trung 10 vạn binh mã, tấn công vào khu vực Lưỡng Hoài do Thế Trung trấn giữ. Tống Cao Tông một mặt sai Ngụy Lương Thần đi sứ sang Kim cầu hòa, mặt khác sai người đưa thư cho ông ra lệnh lui về Trấn Giang lo phòng thủ, đối phó quân địch đánh vào Giang Nam.
Thế Trung không ủng hộ chủ trương cầu hòa của Cao Tông, không muốn lui binh. Đúng lúc Ngụy Lương Thần vào đất Kim, Hàn Thế Trung rút quân khỏi cửa đông, dỡ bớt bếp trong doanh trại để tỏ ý định lui về Trấn Giang. Một mặt, ông bố trí lực lượng phục sẵn để chờ quân Kim. Các tướng Kim nghe Ngụy Lương Thần báo việc Thế Trung lui quân, Nhiếp Nhi Bột Cẩn bèn mang quân đến bờ sông Trường Giang, Biệt Đạt Bội cũng dẫn kị binh tiến vào vùng trấn giữ của Thế Trung. Ông bất ngờ tung quân ra đánh, quân Kim bị hất xuống bùn chết nhiều. Tướng Biệt Đạt Bội và 200 quân Kim bị bắt.
Trong khi đó, bộ tướng của Thế Trung là Đổng Lược cũng đánh bại được quân Kim ở Ác Khẩu, bắt sống hơn 40 quân Kim. Một bộ tướng khác là Giải Nguyên mang thủy quân đến Cao Bưu đụng độ quân Kim, hai bên giằng co lâu ngày. Thế Trung sai Thành Mẫn đến chi viện, cuối cùng đánh lui được quân địch. Bản thân ông cũng mang quân đến đánh địch ở bờ sông Hoài. Quân Kim phải rút chạy về bắc, bị chết đuối ở sông khá nhiều.
Sau đó Hàn Thế Trung lại chặn đứng đường tiến công của hai cánh quân Kim do Ngột Truật ở Trúc Thục và Đạt La ở Tứ châu. Quân Kim bị hết lương, Ngột Truật phải rút lui.
Trận này Thế Trung tự ý ra quân đánh địch, không rút về Trấn Giang là trái lệnh Cao Tông, nhưng cuối cùng quân Tống thắng trận. Quần thần đều tâu ca ngợi công lao của ông. Tống Cao Tông không trách tội và ra lệnh khao thưởng cho quân sĩ của ông.
Năm 1136, Hàn Thế Trung được phong làm Vũ Ninh, An Hòa quân Tiết độ sứ, Tuyên phủ sứ hai lộ Kinh Đông, Hoài Đông. Ông và Lương phu nhân thường cùng lao động với quân sĩ, thu dụng lưu dân. Một mặt ông luyện quân, mặt khác vẫn cho thông thương qua lại. Quân đội dưới quyền ông chỉ có 3 vạn người, chuyên đảm nhiệm che chắn Giang Hoài cho nhà Tống.
Sau đó ông nhận lệnh của Hữu tướng quân Trương Tuấn đi đánh Hoài Dương do Tề vương Lưu Dự (chính quyền thân Kim) trấn giữ. Ông mang quân vượt sông Hoài, đến Phù Ly dưới chân thành Hoài Dương thì bị quân Kim đến cứu viện bao vây. Hàn Thế Trung xung trận phá vây, bộ tướng của ông là Hô Duyên Thông bắt sống được Nha Hợp Bột Cẩn, phá tan viện binh Kim. Quân Kim bỏ chạy, quân Tống vây Hoài Dương 6 ngày nhưng cuối cùng không hạ được, phải rút lui.

### Chống nghị hòa
Tống Cao Tông một mực muốn nghị hòa với nhà Kim, trong khi những tướng lĩnh chủ chiến như Thế Trung và Nhạc Phi đều có ý định bắc tiến để đón 2 vua cũ là Huy Tông và Khâm Tông trở về. Cao Tông sợ mất ngôi báu nên một mực không nghe theo kiến nghị của ông và Nhạc Phi.
Năm 1138, Tống và Kim đàm phán nghị hòa; đổi lại Kim chấp nhận phế bỏ chính quyền Tề vương Lưu Dự do chính mình dựng lên. Thế Trung cho đó là cơ hội tốt để bắc tiến thu phục trung nguyên, nhưng Tể tướng Tần Cối - người có cùng quan điểm với Cao Tông - điều quân của ông từ Giang Bắc về Giang Nam, ngăn cản ông tác chiến với quân Kim. Ông nhiều lần kiến nghị để quân ở lại bố phòng, khi không được chuẩn y ông đã đích thân về Lâm An kiến nghị lên Cao Tông. Cao Tông tuy biểu dương ông nhưng không làm theo.
Cuối năm đó, sứ giả nhà Kim đến ra điều kiện nghị hòa: Cao Tông phải bỏ áo hoàng đế, mặc áo đại thần, quỳ về phương bắc tiếp nhận chiếu chỉ của vua Kim. Cả triều đình Tống chấn động. Hàn Thế Trung cực lực phản đối, nhiều lần dâng biểu và đích thân đến gặp vua can ngăn nhưng vẫn không được chấp nhận. Ông sai thủ hạ đón đường bắt sứ Kim, nhưng mưu bị lộ nên sứ Kim đi đường khác thoát về
Năm 1140, nhà Kim phá bỏ hiệp ước, hoàng tử Ngột Truật mang 9 vạn quân nam tiến. Hàn Thế Trung trấn giữ Sở châu, quân Kim không dám đến. Sau đó Ngột Truật bị bại trận trước Lưu Kỳ ở Thuận Xương. Vợ chồng Hàn Thế Trung - Lương Hồng Ngọc cũng đánh bại quân Kim, giành lại Ngư Châu, chuẩn bị hội quân với Nhạc Phi cùng bao vây Ngột Truật ở Biện Kinh. Tuy nhiên sau đó vua Tống Cao Tông nghe lời Tần Cối cho rút hết các lộ quân Tống trở về nam.

### Mất binh quyền
Năm 1141, Ngột Truật lại mang quân nam tiến. Tống Cao Tông lệnh cho các cánh quân Tống của Thế Trung và Nhạc Phi tập trung ở Hoài Tây đón đánh. Trương Tuấn, Lưu Kỹ, Dương Nghi Trung và Vương Đức đánh bại Ngột Truật ở Chá Cao. Sau đó quân Kim của Ngột Truật lại hạ được Hào châu, các tướng Tống là Vương Đức và Dương Nghi Trung bị quân Kim phục kích thua chạy. Khi Thế Trung và Nhạc Phi mang quân đến chi viện thì quân Kim bỏ chạy. Ông mang quân vượt sông Hoài đánh địch, không phân thắng bại. Cuối cùng cả hai bên đều lui binh. Nhạc Phi lại thừa cơ một mình bắc phạt nước Kim, sau đó cũng bị vua Tống Cao Tông triệu về.
Để dẹp bỏ những trở ngại do phe chủ chiến gây ra, Tống Cao Tông theo lời Tần Cối và Trương Tuấn, thu binh quyền của các tướng phe này: điều Hàn Thế Trung đi làm Khu mật sứ Lâm An; Nhạc Phi cũng bị điều làm Khu mật phó sứ.
Trương Tuấn và Tần Cối mưu phân tán lực lượng quân đội của Thế Trung ra rồi ám hại ông. Tháng 5 năm 1141 Trương Tuấn cùng Nhạc Phi đi thị sát quân đội của ông. Trương Tuấn định bàn mưu Tần Cối bày ra với Nhạc Phi để hại Thế Trung nhưng Nhạc Phi không đồng tình, phê phán Tuấn và báo lại cho ông biết. Thế Trung đến gặp Cao Tông tố cáo, do đó ý định của Tần Cối và Trương Tuấn không thực hiện được. Vì việc này Tần Cối hận Nhạc Phi.
Hai bên Tống - Kim đã ngưng chiến, Cao Tông lại phái Ngụy Lương Thần đi sứ Kim cầu hòa. Thế Trung vẫn cực lực phản đối, nhiều lần dâng biểu can. Tần Cối sai thủ hạ kích động gièm pha vu cáo ông. Ông bị giáng từ Khu mật sứ Lâm An xuống làm Phong Tuyền quán sứ, bù lại tấn phong danh hiệu Phúc Quốc công để an ủi. Nhạc Phi bị Tần Cối vu cáo và bị Cao Tông xử tử vào tháng 1 năm 1142 dương lịch.
Từ khi bị mất binh quyền, ông lui về đóng cửa, ít gặp mọi người. Nghe tin Nhạc Phi bị hại vì tội danh "có lẽ có" mà Tần Cối nêu ra, nhiều người sợ vây cánh của Tần Cối nên không dám nói, riêng Hàn Thế Trung phẫn nộ đến gặp Tần Cối chất vấn. Sau vụ án Nhạc Phi, Hàn Thế Trung vẫn hay gặp mặt Tần Cối nhưng khi ra vào chỉ ra hiệu tay, không nói một lời nào để tỏ sự khinh miệt.
Năm 1142 Tống - Kim ký hòa ước Thiệu Hưng với những điều khoản bất lợi cho nhà Tống. Trước tình hình này, Hàn Thế Trung phẫn uất, không vui. Vợ của ông là Lương Hồng Ngọc can rằng:
Thời buổi gian thần nắm quyền, tướng công nếu không biết mưu tính thì liệu có giữ được thân không

## Qua đời
Cuối đời, Hàn Thế Trung theo đạo Phật, đạo Lão, tự xưng là Thanh Lương cư sĩ, ý nói ông không quên vùng quê hương vẫn đang nằm trong tay quân Kim.
Năm 1151, Hàn Thế Trung qua đời, thọ 63 tuổi. Trước lúc lâm chung, Hàn Thế Trung vẫn không quên chuyện Nhạc Phi bị Tần Cối hại chết. Ông được truy phong là Thái sư, Thông Nghĩa quận vương. Đến thời Tống Hiếu Tông, ông được truy phong là Kỳ vương, thụy là Trung Vũ.
Trong việc chống Kim, Hàn Thế Trung nổi danh ngang hàng với Nhạc Phi. Sau hơn 20 năm chinh chiến, ông trải qua hàng trăm trận lớn nhỏ, trên người đầy vết thương, chi chít sẹo; 10 ngón tay chỉ còn 4 ngón nguyên vẹn.
Hàn Thế Trung qua đời, vợ là Lương Hồng Ngọc một mình nuôi con. Hai năm sau, năm 1153, Lương Hồng Ngọc cũng mất.